# La Liga 1944-1945
Statisticile pentru sezonul La Liga 1944-1945.
La acest sezon au participat următoarele cluburi:
| - Athletic Bilbao - Athletic Aviación de Madrid - FC Barcelona - CD Castellón - Deportivo La Coruña - RCD Espanyol - Granada CF |  | - Real Madrid C.F. - Real Murcia - Real Oviedo - CE Sabadell FC - Sevilla FC - Sporting Gijón - Valencia CF |

## Clasament
| Poziție | Club                        | Meciuri jucate | V  | E | Î  | GÎ | GP | Puncte | A   | Comentarii                       |
| ------- | --------------------------- | -------------- | -- | - | -- | -- | -- | ------ | --- | -------------------------------- |
| 1       | FC Barcelona                | 26             | 17 | 5 | 4  | 50 | 30 | 39     | 20  | Champion of La Liga              |
| 2       | Real Madrid C.F.            | 26             | 18 | 2 | 6  | 68 | 35 | 38     | 33  |                                  |
| 3       | Athletic Aviación de Madrid | 26             | 13 | 5 | 8  | 46 | 41 | 31     | 5   |                                  |
| 4       | Real Oviedo                 | 26             | 13 | 5 | 8  | 50 | 48 | 31     | 2   |                                  |
| 5       | Valencia CF                 | 26             | 12 | 6 | 8  | 61 | 35 | 30     | 26  |                                  |
| 6       | Athletic Bilbao             | 26             | 14 | 2 | 10 | 54 | 41 | 30     | 13  |                                  |
| 7       | Sporting Gijón              | 26             | 9  | 6 | 11 | 42 | 46 | 24     | -4  |                                  |
| 8       | CD Castellón                | 26             | 10 | 4 | 12 | 43 | 50 | 24     | -7  |                                  |
| 9       | RCD Espanyol                | 26             | 10 | 3 | 13 | 44 | 39 | 23     | 5   |                                  |
| 10      | Sevilla FC                  | 26             | 9  | 4 | 13 | 52 | 49 | 22     | 3   |                                  |
| 11      | Real Murcia                 | 26             | 7  | 5 | 14 | 40 | 58 | 19     | -18 |                                  |
| 12      | Granada CF                  | 26             | 7  | 5 | 14 | 40 | 55 | 19     | -15 | Retrogradare în Segunda División |
| 13      | CE Sabadell FC              | 26             | 6  | 5 | 15 | 30 | 67 | 17     | -37 | Retrogradare în Segunda División |
| 14      | Deportivo La Coruña         | 26             | 5  | 7 | 14 | 36 | 62 | 17     | -26 | Retrogradare în Segunda División |